# Gleb Axelrod

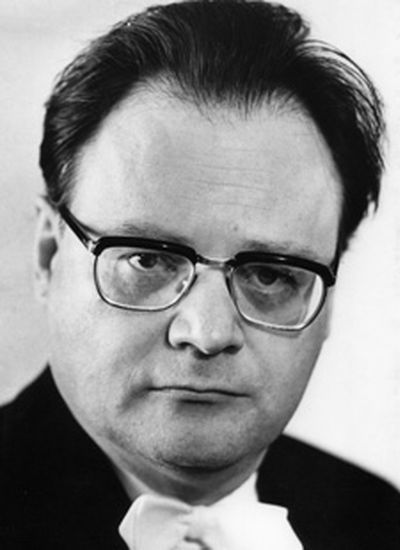
Gleb Axelrod

Gleb Axelrod (auch in der Schreibweise Gleb Akselrod, * 11. Oktober 1923 in Moskau; † 2. Oktober 2003 in Hannover) war ein sowjetischer klassischer Pianist und Musikpädagoge.

## Leben und Werk
Gleb Axelrod studierte bis 1951 am Moskauer Konservatorium bei Grigori Ginsburg. Er war Preisträger mehrerer internationaler Klavierwettbewerbe. 1951 errang er den ersten Preis beim Smetana-Klavierwettbewerb in Prag. Seit 1959 lehrte er am Moskauer Konservatorium Klavier. 1979 wurde er zum Professor ernannt. Er lehrte bis zu seiner Pensionierung im Jahr 1997.